# 長宏巴士總站
長宏巴士總站（英語：Cheung Wang Bus Terminus）是香港的一個巴士總站，位於葵青區青衣寮肚路長宏邨宏毅樓旁，由於原址為青欣臨時房屋區，故原稱青欣總站，為配合長宏邨入伙，青欣總站2002年2月3日開始改稱長宏。現有6條巴士路線及2條小巴路線以本站作為總站。

## 歷史
- 1988年11月28日：43A線延長至本站。
- 1990年2月5日：42M線投入服務。
- 1990年4月23日：43D線路線延長為來往本站及佐敦道碼頭及更改編號為42A線。
- 1991年1月6日：配合長亨巴士總站啟用，42A線不停本站。
- 1998年6月22日：248M線投入服務，以配合東涌綫通車。
- 2002年2月3日：本站由青欣巴士總站改稱為長宏巴士總站。
- 2009年7月26日：N241線由長亨延長至本站。
- 2011年7月4日：948X線投入服務，948線的所有下午回程班次同時延長至此[1][2]。

## 總站路線資料（巴士）

### 九龍巴士42M線
- 青衣（長宏邨） ↔ 荃灣（愉景新城）

提供青衣長宏、長亨及長安往來荃灣的巴士服務。於1990年2月5日以42B線的名義投入服務，以配合長亨邨及青欣臨時房屋區入伙，1991年1月13日更改編號為42M。

### 九龍巴士43A線
- 青衣（長宏邨） ↔ 石籬（大隴街）

提供青衣長宏、長亨、長康及長青往來葵涌、石蔭及石籬的巴士服務。於1985年8月25日投入服務，1988年延長至此。

### 九龍巴士43D線
- 青衣（長宏邨） → 下葵盛圍（南葵涌分科診所）（只於上課日上午繁忙時間提供服務）

### 過海隧道巴士948X線
- 青衣（長宏邨） → 天后站

於2011年7月4日投入服務，此線與948線不同的是改由此開出及不經長安邨、楓樹窩路、青衣鄉事會路、中環碼頭、香港郵政總局，只於平日上午繁忙時間提供服務。

### 九龍巴士N43線
- 荃灣站 → 長宏

### 九龍巴士N41X、N241線
N41X
- 紅磡站 → 青衣（長宏邨）（只於每日凌晨首兩小時提供服務）

N241
- 紅磡站 ↔ 青衣（長宏邨）

於1990年11月18日投入服務，1996年5月1日編號由241S更改為N241，2009年7月26日延長至此，只於深宵時段提供服務。

### 九龍巴士R241線
- 青衣（長宏邨）→ 尖沙咀（麼地道）

### 過海隧道巴士R948線
- 青衣（長宏邨） → 銅鑼灣（維園正門）

## 總站路線資料（專線小巴）

### 新界區專線小巴407線
- 長宏 ↔ 瑪嘉烈醫院

提供長宏邨、長亨邨、長安邨往來葵福路、下葵盛圍、葵興、葵芳、荔景及瑪嘉烈醫院的專線小巴服務。於1997年4月起投入服務。

### 新界區專線小巴407B線
- 長宏 → 葵盛圍

是407的晨早特別班次，提供長宏邨、長亨邨、長安邨前往葵福路及下葵盛圍的專線小巴服務。於2002年起正名為407B。只在平日早上開出4班（0700、0715、0730、0745）。

### 新界區專線小巴409線
- 長宏 ↺ 荃灣街市街

### 新界區專線小巴409K線
- 長宏 ↺ 荃灣（海貴路）

### 新界區專線小巴409S線
- 長宏 ↺ 荃灣街市街

## 途經路線資料（巴士）

### 九龍巴士49線
- 青衣（青富苑） ↔ 將軍澳工業邨

2023年9月25日開辦，途經長青邨、長康邨、綠悠雅苑、長宏邨、長安邨、青葵公路、西九龍公路、佐敦、東九龍走廊、啟德隧道、觀塘商貿區、將軍澳隧道、坑口、清水灣半島及日出康城，只於平日繁忙時間服務。

### 九龍巴士248M線
- 青衣站 ↺ 長宏

提供長宏及長亨往來長安及港鐵青衣站的接駁巴士服務。於1998年6月22日配合當時地鐵東涌綫通車而投入服務。

### 過海隧道巴士148R線
- 灣仔 （會展新翼） → 青衣（長安）

### 過海隧道巴士948線
- 青衣（長安邨） ↔ 天后站

於1997年9月8日投入服務，取代行走紅磡海底隧道由青衣往上環的348線。1998年7月16日加開平日下午回程服務，往青衣方向改經西九龍公路及青衣（南）。2011年7月4日，所有下午回程班次延長至此。2016年10月22日增設星期六、星期日及公眾假期早上由本站開出的去程班次及下午的回程班次。2019年1月28日，星期一至六早上特別班次改編為948A線，其餘班次以長安為總站，並延長兩邊服務時間。

### 過海隧道巴士948E線
- 青衣站 ↔ 太古（康怡廣場）

## 過往路線
- 九龍巴士42A線
- 九龍巴士242X線

## 車坑分佈
| 車坑分佈（以入口最左邊起計） | 車坑分佈（以入口最左邊起計） | 車坑分佈（以入口最左邊起計）                                      |
| 車坑編號                     | 車坑數目                     | 路線                                                              |
| ---------------------------- | ---------------------------- | ----------------------------------------------------------------- |
| 1                            | 單坑                         | 九龍巴士43A、43D、N241線 過海隧道巴士948X線                       |
| 2                            | 雙坑                         | 九龍巴士42M、49、248M、N243線 過海隧道巴士148R、948、948E、R948線 |
| 3                            | 雙坑                         | 專線小巴407、407B線                                               |
| 4                            | 雙坑                         | 專線小巴409、409S線                                               |

- 有紅字班次為雙向途經。

## 外部連結
- 九巴 （页面存档备份，存于）
- 長宏巴士總站 （页面存档备份，存于），城巴／新巴